# Сърнево (област Бургас)
 За другото българско село вижте Сърнево (Област Стара Загора).  
Съ̀рнево е село в Югоизточна България, община Карнобат, област Бургас.

## География
Село Сърнево се намира на около 31 km западно от центъра на областния град Бургас и около 21 km юг-югоизточно от общинския център Карнобат. Разположено е в Бургаската низина, от двете страни на Русокастренска река, при вливането в нея на десния ѝ приток Голяма (Папазлъшка) река. Надморската височина в центъра на селото е около 57 m и нараства на югозапад до около 100 m.
Общински път от Сърнево води на север до село Аспарухово и връзка там с третокласния републикански път III-5391, а на запад през село Черково – до село Екзарх Антимово и връзка там с третокласния републикански път III-795.
Землището на село Сърнево граничи със землищата на: село Крушово на северозапад; село Аспарухово на север; село Желязово на изток; село Русокастро на югоизток; село Суходол на юг; село Черково на запад.

## История
След Руско-турската война 1877 – 1878 г., по Берлинския договор 1878 г. селото остава в Източна Румелия; присъединено е към България след Съединението през 1885 г.
Към 1926 г. селото с дотогавашно име Караджилàре е преименувано на Сърнево.

## Население
Населението на село Сърнево наброява 1093 души при преброяването към 1934 г. и 1170 към 1946 г., намалява до 417 към 1985 г. и 126 (по текущата демографска статистика за населението) към 2021 г.

### Етнически състав
Преброяване на населението през 2011 г.
Численост и дял на етническите групи според преброяването на населението през 2011 г.:
|                     | Численост |
| Общо                | 213       |
| Българи             | 199       |
| Турци               | 5         |
| Цигани              | 6         |
| Други               | -         |
| Не се самоопределят | -         |
| Неотговорили        | 1         |

## Обществени институции
Село Сърнево към 2022 г. е център на кметство Сърнево.
В село Сърнево към 2022 г. има:
- действащо читалище „Пробуда – 1924 г.“;[8][9]
- православна църква „Света Богородица“;[10]
- пощенска станция.[11]

## Природни и културни забележителности
На около 2 km южно от Сърнево минава в направление приблизително запад – изток Еркесията, българско защитно землено укрепление от периода 8 – 10 век.

## Редовни събития
Празник на селото – 8 септември